# 100 meter för damer i friidrott vid olympiska sommarspelen 1992
100 meter för damer vid olympiska sommarspelen 1992 i Barcelona avgjordes 31 juli-1 augusti. 

## Medaljörer
| Gren      | Guld              | Guld  | Silver                    | Silver | Brons                 | Brons |
| 100 meter | Gail Devers · USA | 10,82 | Juliet Cuthbert · Jamaica | 10,83  | Irina Privalova · OSS | 10,84 |

## Resultat

### Final
| Placering | Final                 | Tid   |
| --------- | --------------------- | ----- |
|           | Gail Devers (USA)     | 10,82 |
|           | Juliet Cuthbert (JAM) | 10,83 |
|           | Irina Privalova (EUN) | 10,84 |
| 4.        | Gwen Torrence (USA)   | 10.86 |
| 5.        | Merlene Ottey (JAM)   | 10,88 |
| 6.        | Anelia Nuneva (BUL)   | 11,10 |
| 7.        | Mary Onyali (NGR)     | 11,15 |
| 8.        | Liliana Allen (CUB)   | 11,19 |

### Semifinaler
| Placering | Heat 1                       | Tid   |
| --------- | ---------------------------- | ----- |
| 1.        | Gwen Torrence (USA)          | 11,02 |
| 2.        | Merlene Ottey (JAM)          | 11.07 |
| 3.        | Irina Privalova (EUN)        | 11.08 |
| 4.        | Mary Onyali (NGR)            | 11.30 |
| 5.        | Pauline Davis (BAH)          | 11.34 |
| 6.        | Christy Opara-Thompson (NGR) | 11.47 |
| 7.        | Sisko Hanhijoki (FIN)        | 11.65 |
| 8.        | Patricia Girard (FRA)        | 11.70 |

| Placering | Heat 2                   | Tid   |
| --------- | ------------------------ | ----- |
| 1.        | Juliet Cuthbert (JAM)    | 10,98 |
| 2.        | Gail Devers (USA)        | 11.12 |
| 3.        | Anelia Nuneva (BUL)      | 11.17 |
| 4.        | Liliana Allen (CUB)      | 11.28 |
| 5.        | Evelyn Ashford (USA)     | 11.29 |
| 6.        | Elinda Vorster (RSA)     | 11.44 |
| 7.        | Olga Bogoslovskaja (EUN) | 11.45 |
| 8.        | Beatrice Utondu (NGR)    | 11.53 |

### Kvartsfinaler
| Placering | Heat 1                | Tid   |
| --------- | --------------------- | ----- |
| 1.        | Evelyn Ashford (USA)  | 11,13 |
| 2.        | Beatrice Utondu (NGR) | 11.31 |
| 3.        | Sisko Hanhijoki (FIN) | 11.50 |
| 4.        | Patricia Girard (FRA) | 11.54 |
| 5.        | Kerry Johnson (AUS)   | 11.59 |
| 6.        | Dahlia Duhaney (JAM)  | 11.61 |
| 7.        | Lucrécia Jardim (POR) | 11.66 |
| 8.        | Tian Yumei (CHN)      | 11.78 |

| Placering | Heat 2                   | Tid   |
| --------- | ------------------------ | ----- |
| 1.        | Juliet Cuthbert (JAM)    | 11,12 |
| 2.        | Anelia Nuneva (BUL)      | 11.17 |
| 3.        | Mary Onyali (NGR)        | 11.28 |
| 4.        | Elinda Vorster (RSA)     | 11.44 |
| 5.        | Nelli Fiere-Cooman (NED) | 11.55 |
| 6.        | Laurence Bily (FRA)      | 11.64 |
| 7.        | Myra Mayberry (PUR)      | 11.69 |
| 8.        | Christina Castro (ESP)   | 11.79 |

| Placering | Heat 3                   | Tid   |
| --------- | ------------------------ | ----- |
| 1.        | Merlene Ottey (JAM)      | 11,15 |
| 2.        | Gwen Torrence (USA)      | 11.17 |
| 3.        | Pauline Davis (BAH)      | 11.31 |
| 4.        | Olga Bogoslovskaja (EUN) | 11.43 |
| 5.        | Odiah Sidibé (FRA)       | 11.63 |
| 6.        | Andrea Philipp (GER)     | 11.67 |
| 7.        | Xiao Yehua (CHN)         | 11.73 |
| 8.        | Stephanie Douglas (GBR)  | 11.77 |

| Placering | Heat 4                       | Tid   |
| --------- | ---------------------------- | ----- |
| 1.        | Irina Privalova (EUN)        | 10,98 |
| 2.        | Gail Devers (USA)            | 11.17 |
| 3.        | Liliana Allen (CUB)          | 11.33 |
| 4.        | Christy Opara-Thompson (NGR) | 11.42 |
| 5.        | Wang Huei-Chen (TPE)         | 11.57 |
| 6.        | Melinda Gainsford (AUS)      | 11.67 |
| 7.        | Gao Han (CHN)                | 11.76 |
| 8.        | Sabine Tröger (AUT)          | 11.76 |